# Ehime prefektur
Ehime prefektur (japanska: 愛媛県?, Ehime-ken), en prefektur belägen på nordvästra Shikoku i Japan. Residensstaden är Matsuyama.

## Administrativ indelning
Prefekturen var år 2016 indelad i elva städer (-shi) och nio kommuner (-chō).
Kommunerna grupperas i sju distrikt (-gun). Distrikten har ingen administrativ funktion utan fungerar i huvudsak som postadressområden..
Städer:
- Imabari, Iyo, Matsuyama, Niihama, Ōzu, Saijo, Seiyo, Shikokuchūō, Tōon, Uwajima, Yawatahama

Distrikt och kommuner:
| - Iyo distrikt - Masaki - Tobe - Kamiukena distrikt - Kumakōgen - Kita distrikt - Uchiko | - Kitauwa distrikt - Kihoku - Matsuno - Minamiuwa distrikt - Ainan | - Nishiuwa distrikt - Ikata - Ochi distrikt - Kamijima |

## Galleri

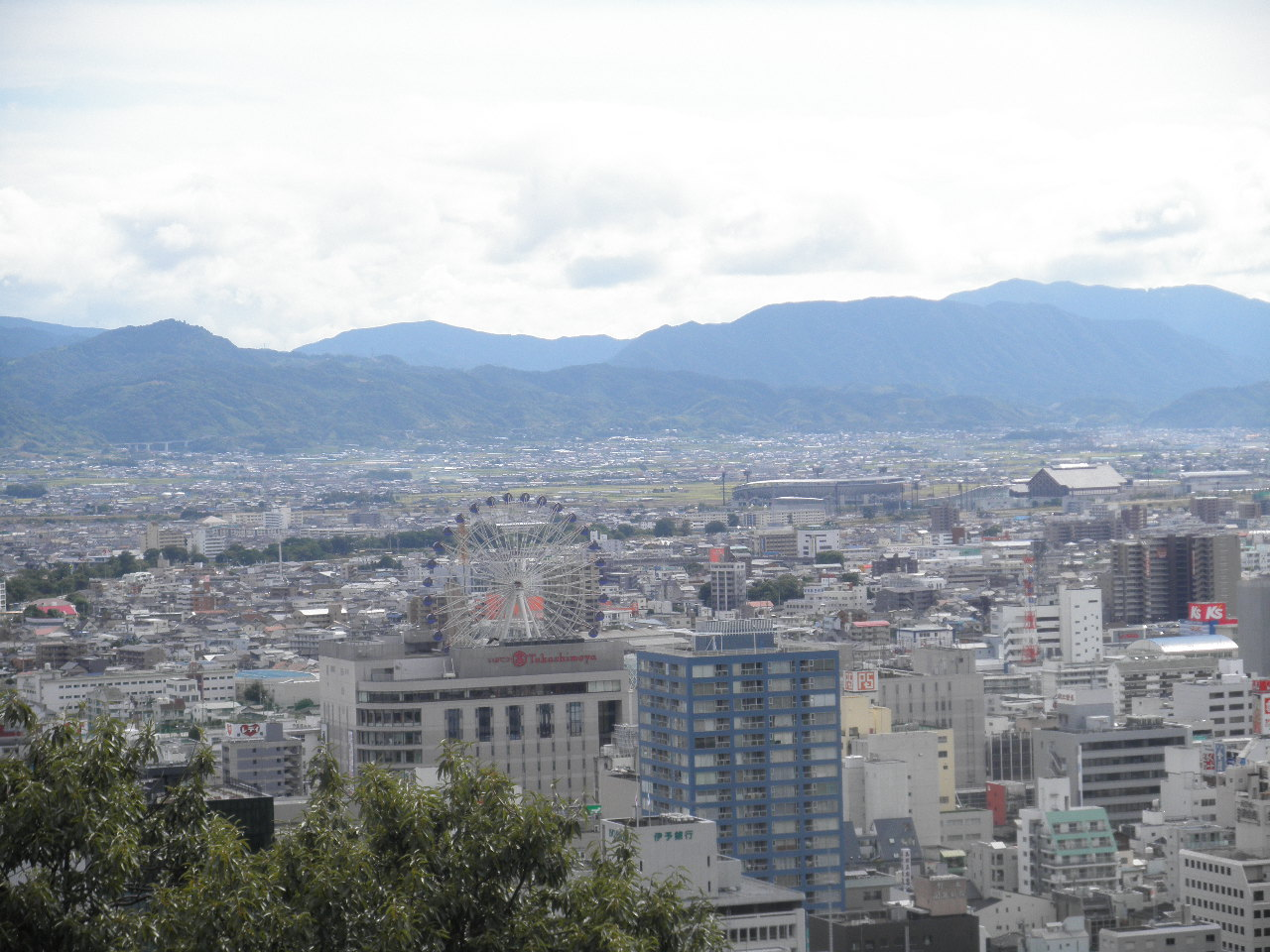
Matsuyama
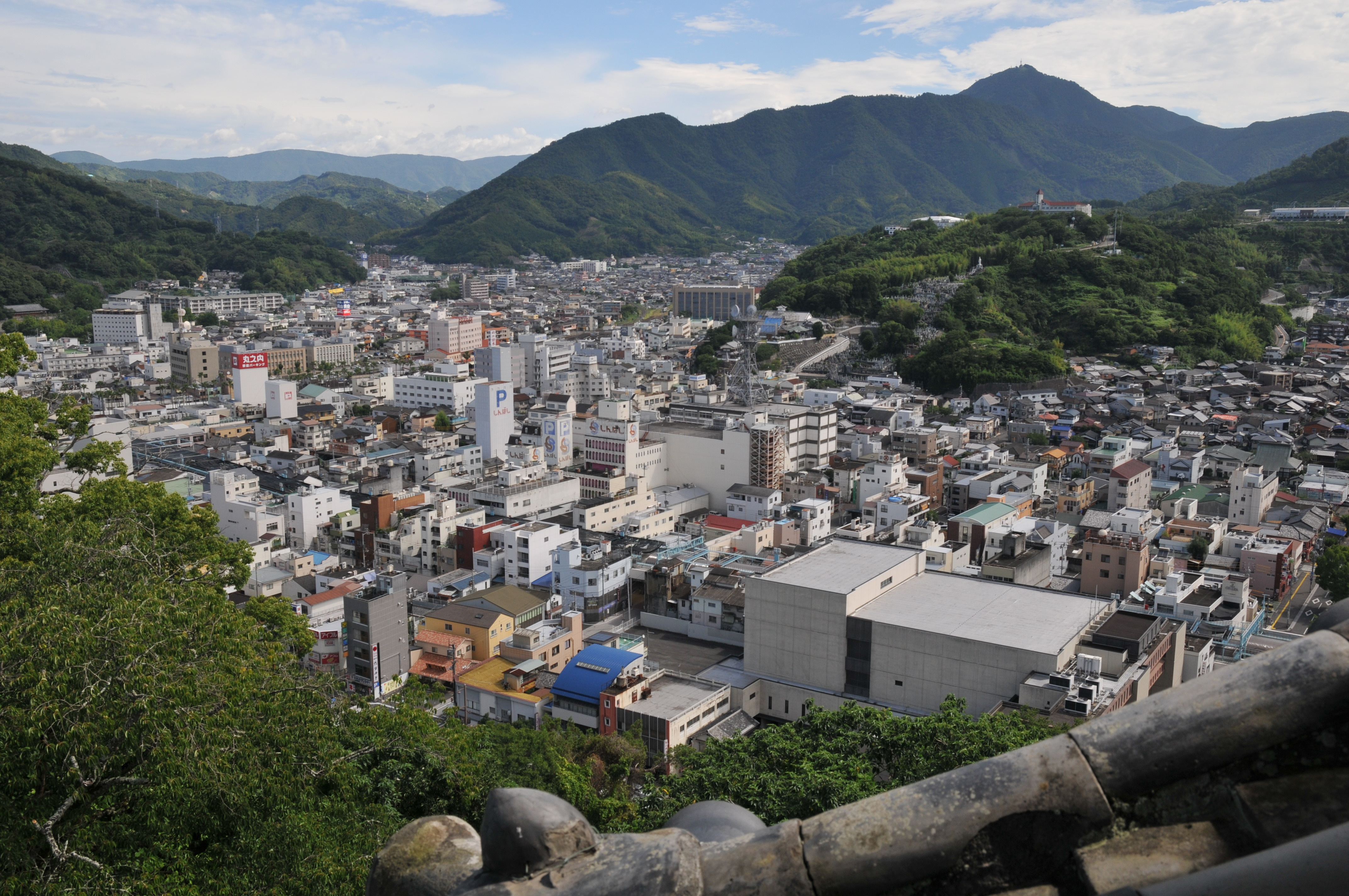
Uwajima
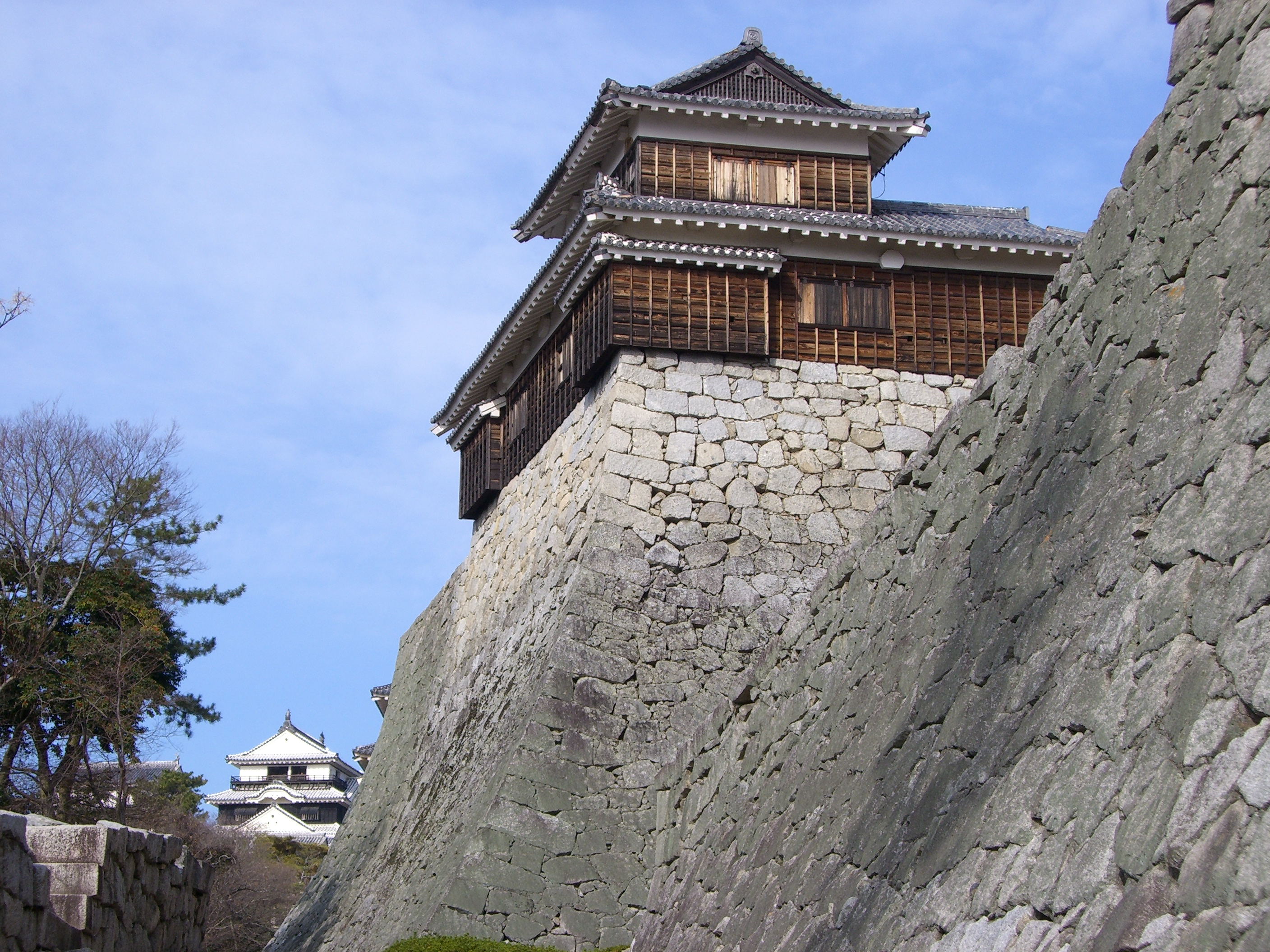
Matsuyama slott